# (148112) 1999 RA216
1999 أر أي 216 (ويعرف أيضًا باسم (148112) 1999 أر أي 216 وفق تسمية الكوكب الصغير) (بالإنجليزية: 1999 RA216)‏ هو كويكب ضمن حزام الكويكبات؛ وترتيبه 148112 من حيث الاكتشاف.
اكتُشف هذا الجُرم الفلكي بواسطة جين لوو في 8 سبتمبر 1999.

## وصلات خارجية
- (148112) 1999 RA216 في قاعدة بيانات مختبر الدفع النفاث لأجرام النظام الشمسي الصغيرة

- الاكتشاف · مخطط المدار ·  العناصر المدارية · المعلمات المادية

- (148112) 1999 RA216 على موقع ويكي سكاي: DSS2, SDSS, GALEX, IRAS, Hydrogen α, X-Ray, Astrophoto, Sky Map, Articles and images